# Kozlačica
Kozlačica (metiljka, kolinčica, zelenčica, vredovac, lat. Thalictrum), biljni rod iz porodice Žabnjakovki Ranunculaceae kojemu pripada preko 190 vrsta trajnica. Latinsko ime roda dolazi iz grčkog thallo (=zeleniti se) zbog svježih izgleda listova, pa je i jedan stariji naziv za ovaj rod zelenčica, kojeg navodi Šulek 1879. 
U Hrvatskoj raste nekoliko vrsta šumska, žuta, smrdljiva, svjetlucava, mala i jednostavna metiljka ili kozlačica.

## Vrste
1. Thalictrum acaule Jacquem. ex Cambess.
2. Thalictrum actaeifolium Siebold & Zucc.
3. Thalictrum acutifolium (Hand.-Mazz.) B.Boivin
4. Thalictrum acutilobum DC.
5. Thalictrum alpinum L.
6. Thalictrum appendiculatum C.A.Mey.
7. Thalictrum aquilegiifolium L.
8. Thalictrum arkansanum B.Boivin
9. Thalictrum arsenii B.Boivin
10. Thalictrum atriplex Finet & Gagnep.
11. Thalictrum baicalense Turcz. ex Regel
12. Thalictrum brachyandrum W.T.Wang
13. Thalictrum brevisericeum W.T.Wang & S.H.Wang
14. Thalictrum bykovii Kotukhov
15. Thalictrum calabricum Spreng.
16. Thalictrum calcicola T.Shimizu
17. Thalictrum chayuense W.T.Wang
18. Thalictrum chelidonii DC.
19. Thalictrum cincinnatum B.Boivin
20. Thalictrum cirrhosum H.Lév.
21. Thalictrum clavatum DC.
22. Thalictrum confine Fernald
23. Thalictrum conzattii B.Boivin
24. Thalictrum cooleyi H.E.Ahles
25. Thalictrum coriaceum (Britton) Small
26. Thalictrum cuernavacanum Rose
27. Thalictrum cultratum Wall.
28. Thalictrum cuonaense W.T.Wang
29. Thalictrum daguanense W.T.Wang
30. Thalictrum dalzellii Hook.
31. Thalictrum dasycarpum Fisch., C.A.Mey. & Avé-Lall.
32. Thalictrum deamii B.Boivin
33. Thalictrum debile Buckley
34. Thalictrum decipiens B.Boivin
35. Thalictrum delavayi Franch.
36. Thalictrum diffusiflorum C.Marquand & Airy Shaw
37. Thalictrum dioicum L.
38. Thalictrum domingense Urb.
39. Thalictrum elegans Wall. ex Royle
40. Thalictrum faberi Ulbr.
41. Thalictrum falconeri Lecoy.
42. Thalictrum fargesii Franch. ex Finet & Gagnep.
43. Thalictrum fendleri Engelm. ex A.Gray
44. Thalictrum filamentosum Maxim.
45. Thalictrum finetii B.Boivin
46. Thalictrum flavum L.
47. Thalictrum foeniculaceum Bunge
48. Thalictrum foetidum L.
49. Thalictrum foliolosum DC.
50. Thalictrum fortunei S.Moore
51. Thalictrum fusiforme W.T.Wang
52. Thalictrum galeottii Lecoy.
53. Thalictrum gibbosum Lecoy.
54. Thalictrum glandulosissimum (Finet & Gagnep.) W.T.Wang & S.H.Wang
55. Thalictrum grandidentatum W.T.Wang & S.H.Wang
56. Thalictrum grandiflorum Maxim.
57. Thalictrum grandifolium S.Watson
58. Thalictrum guatemalense C.DC. & Rose
59. Thalictrum hamatum Maxim.
60. Thalictrum hazaricum Qureshi & Chaudhri
61. Thalictrum heliophilum Wilken & DeMott
62. Thalictrum henricksonii M.C.Johnst.
63. Thalictrum hernandezii Tausch
64. Thalictrum hintonii B.Boivin
65. Thalictrum honanense W.T.Wang & S.H.Wang
66. Thalictrum ichangense Lecoy. ex Oliv.
67. Thalictrum ingratum Honda
68. Thalictrum integrilobum Maxim.
69. Thalictrum isopyroides C.A.Mey.
70. Thalictrum jaliscanum Rose
71. Thalictrum javanicum Blume
72. Thalictrum jilongense W.T.Wang
73. Thalictrum johnstonii Standl.
74. Thalictrum koikeanum Sera, Hamada & Kadota
75. Thalictrum kubotae Kadota
76. Thalictrum kuhistanicum Ovcz. & Kochk.
77. Thalictrum laeteviride B.Boivin
78. Thalictrum lanatum Lecoy.
79. Thalictrum lancangense Y.Y.Qian
80. Thalictrum lankesteri Standl.
81. Thalictrum lasiogynum W.T.Wang
82. Thalictrum latistylum W.T.Wang
83. Thalictrum laxum Ulbr.
84. Thalictrum leuconotum Franch.
85. Thalictrum longistylum DC.
86. Thalictrum lucidum L.
87. Thalictrum macrocarpum Gren.
88. Thalictrum macrostylum Small & A.Heller
89. Thalictrum madrense Rose
90. Thalictrum maritimum Dufour
91. Thalictrum mazandaranicum Pakravan & Assadi
92. Thalictrum × medium Jacq.
93. Thalictrum microgynum Lecoy. ex Oliv.
94. Thalictrum microspermum Ohwi
95. Thalictrum minus L.
96. Thalictrum minutiflorum W.T.Wang
97. Thalictrum mirabile Small
98. Thalictrum morisonii C.C.Gmel.
99. Thalictrum myriophyllum Ohwi
100. Thalictrum nakamurae Koidz.
101. Thalictrum nelsonii B.Boivin
102. Thalictrum neurocarpum Royle
103. Thalictrum nigromontanum B.Boivin
104. Thalictrum obovatum Blatt.
105. Thalictrum occidentale A.Gray
106. Thalictrum oligandrum Maxim.
107. Thalictrum omeiense W.T.Wang & S.H.Wang
108. Thalictrum orientale Boiss.
109. Thalictrum oshimae Masam.
110. Thalictrum osmorhizoides Nakai
111. Thalictrum osmundifolium Finet & Gagnep.
112. Thalictrum pachucense Rose
113. Thalictrum panamense Standl.
114. Thalictrum papuanum Ridl.
115. Thalictrum parvifructum B.Boivin
116. Thalictrum pedunculatum Edgew.
117. Thalictrum peltatum DC.
118. Thalictrum peninsulare (Brandegee) Rose
119. Thalictrum pennellii B.Boivin
120. Thalictrum peruvianum Trinidad & A.Cano
121. Thalictrum petaloideum L.
122. Thalictrum philippinense C.B.Rob.
123. Thalictrum pinnatum S.Watson
124. Thalictrum platycarpum Hook.f. & Thomson
125. Thalictrum podocarpum Kunth ex DC.
126. Thalictrum polycarpum (Torr.) S.Watson
127. Thalictrum pringlei S.Watson
128. Thalictrum przewalskii Maxim.
129. Thalictrum pseudoichangense Q.E.Yang & G.H.Zhu
130. Thalictrum pubescens Pursh
131. Thalictrum pubigerum Benth.
132. Thalictrum pudicum Standl. & B.Boivin
133. Thalictrum pumilum Ulbr.
134. Thalictrum punduanum Wall.
135. Thalictrum ramosum B.Boivin
136. Thalictrum reniforme Wall.
137. Thalictrum reticulatum Franch.
138. Thalictrum revolutum DC.
139. Thalictrum rhynchocarpum Quart.-Dill. & A.Rich.
140. Thalictrum robustum Maxim.
141. Thalictrum rochebruneanum Franch. & Sav.
142. Thalictrum roseanum B.Boivin
143. Thalictrum rostellatum Hook.f. & Thomson
144. Thalictrum rotundifolium DC.
145. Thalictrum rubescens Ohwi
146. Thalictrum rutifolium Hook.f. & Thomson
147. Thalictrum sachalinense Lecoy.
148. Thalictrum saniculiforme DC.
149. Thalictrum scabrifolium Franch.
150. Thalictrum secundum Edgew.
151. Thalictrum semiscandens W.W.Sm.
152. Thalictrum sexnervisepalum W.T.Wang
153. Thalictrum sharpii B.Boivin
154. Thalictrum siamense T.Shimizu
155. Thalictrum simaoense W.T.Wang & G.H.Zhu
156. Thalictrum simplex L.
157. Thalictrum smithii B.Boivin
158. Thalictrum sparsiflorum Turcz. ex Fisch. & C.A.Mey.
159. Thalictrum speciosissimum Loefl.
160. Thalictrum spiristylum W.T.Wang
161. Thalictrum × spurium Timeroy ex Jord.
162. Thalictrum squamiferum Lecoy.
163. Thalictrum squarrosum Stephan ex Willd.
164. Thalictrum standleyi Steyerm.
165. Thalictrum steyermarkii Standl.
166. Thalictrum stolzii Ulbr.
167. Thalictrum strigillosum Hemsl.
168. Thalictrum sultanabadense Stapf
169. Thalictrum tacabicum Pakravan & Assadi
170. Thalictrum tamurae Kadota & Nob.Tanaka
171. Thalictrum tenii H.Lév.
172. Thalictrum tenue Franch.
173. Thalictrum tenuisubulatum W.T.Wang
174. Thalictrum texanum (E.Hall ex A.Gray) Small
175. Thalictrum × timeroyi Jord.
176. Thalictrum torresii Standl. & B.Boivin
177. Thalictrum toyamae Hatus. & Ohwi
178. Thalictrum treleasei B.Boivin
179. Thalictrum trichopus Franch.
180. Thalictrum tripeltiferum B.Boivin
181. Thalictrum triternatum Rupr.
182. Thalictrum tsawarungense W.T.Wang & S.H.Wang
183. Thalictrum tuberiferum Maxim.
184. Thalictrum tuberosum L.
185. Thalictrum uchiyamae Nakai
186. Thalictrum ujiinsulare Hatus.
187. Thalictrum umbricola Ulbr.
188. Thalictrum uncatum Maxim.
189. Thalictrum uncinnatum Rehmann
190. Thalictrum uncinulatum Franch.
191. Thalictrum urbainii Hayata
192. Thalictrum venturii B.Boivin
193. Thalictrum venulosum Trel.
194. Thalictrum vesiculosum Lecoy.
195. Thalictrum virgatum Hook.f. & Thomson
196. Thalictrum viscosum W.T.Wang & S.H.Wang
197. Thalictrum wangii B.Boivin
198. Thalictrum watanabei Yatabe
199. Thalictrum wuyishanicum W.T.Wang & S.H.Wang
200. Thalictrum xiaojinense W.T.Wang
201. Thalictrum xinningense W.T.Wang
202. Thalictrum yunnanense W.T.Wang
203. Thalictrum yuoxiense W.T.Wang
204. Thalictrum zernyi Ulbr.
205. Thalictrum zhadaense W.T.Wang